# Napoleon, North Dakota
Napoleon är administrativ huvudort i Logan County i delstaten North Dakota. Orten har fått sitt namn efter köpmannen Napoleon Goodsill. Napoleon hade 749 invånare enligt 2020 års folkräkning.